# Полип женских полних органа
Полип женских полних органа или петељкасти слузнички израштај женских полних органа (лат. Polypus genitaliorum feminorum)  мала је доброћудна (бенигна) израслина пореклом из слузокоже и везивног ткива гениталних органа, најчешће локализована у телу и каналу грлића материце, родници и стидници. Они немају потенцијал да дају удаљене метастазе, али се временом могу малигно променити.  Како одређени подаци говоре да нпр. полипи грлића материце имају малигни потенцијал у око 1% случајева,   неопходно је њихово редовно праћење и евентуално хируршко лечење овог стања. 
Полипи могу да промене рецептивност ендометријума, и редуковати имплантацију ембриона што смањује  стопу трудноће, и ометата нормалне репродуктивне функције жене.  
Полипи женских полних органа најчешће се јављају у климактерију и менопаузи, мада су присутне и код млађих жена. 
Како је присуство полипа  материце повезано је не само са абнормалним крварењем из материце, већ и са неплодношћу,  све већа је употреба хистероскопске полипектомије.  Како постоје типични проблеми које треба размотрити, укључујући могућност спонтане регресије полипа и трајање потпуног зарастања ране ендометријума након хистероскопске полипектомије, предлаже се избегавање бесмислене интервенције, када је то могуће.

## Класификација полипа женских полних органа уМКБ-10[2]
- N84 - Полип – петељкаст слузнички израштај женских полних органа (Polypus genitaliorum femininorum)
- N84.0 - Полип тела материце (Polypus corporis uteri)
- N84.1 - Полип грлића материце (Polypus cervicis uteri)
- N84.2 - Полип роднице (Polypus vaginae)
- N84.3 - Полип стиднице (Polypus vulvae)
- N84.8 - Полип других делова полних органа жене (Polypus genitaliorum femininorum, partium aliarum)
- N84.9  - Полип  полних органа жене, неозначен   (Polypus genitaliorum femininorum, non specificatus)

## Епидемиологија
Полипи женских полних органа  налазе се код 7,8 до 50% жена. Претпоставља се да цитогенетске модификације на хромозомима 6, 7 и 12, као и епигенетски фактори који укључују ензимске и метаболичке активности могу изазвати развој полипа.
Подаци из литературе показују да се полипи грлића материце јављају најчешће код жена у периоду након порођаја, а често и након менструалног крварења, што је повезано са променама на крвним судовим материце.  
Полипи грлића материце, који су пронађени у 2-5% случајева,  малог су клиничког значаја иако могу изазвати, мада ретко, посткоитална крварења. 

## Етиопатогенеза
Полипи се углавном јављују код жена које пролазе кроз менопаузу или док су у постменопаузи, такође се полипи могу појавити и код млађих жена у виду једног или више полипа на материци.  
Полипи се често јављују у току трудноће и мукореје и могу настати као последица повећања нивоа хормона естрогена. 
Полипи лоцирани у ендометријуму материце су у фундалном и тубокорнуалном региону и могу механички да утичу на плодност јер ремете нормалну ћелијску функцију услед хроничне упале.  

### Фактори ризика
У етиологији аденоматозних полипа велику улогу имају бројни фактори ризика, међу којима су најзначајнији:
- генетска предиспозиција
- масна храна, алкохол, пушење
- физичка неактивност
- гојазност
- предиспозиција - неке пацијенткиње су једноставно подложне појаве полипа.
- жене које имају децу, и  имају више од 40 година и неправилне менструалне циклусе су подложне појаве полипа.
- посебно су подложне особе са полицистичним јајницима због постојања јачих хормонских поремећаја,
- повишен крвни притисак - пронађене су везе између појаве полипа и повећаног крвног притиска (хипертензије),
- употребе лекова за рак дојке (са леком Нолвадек и Темоксифен),
- породична историју Линчовог и Ковденовог синдрома.

## Врсте полипа по месту настанка
По месту настанка  на женским репродуктивним органима разликујемо следеће врсте полипа: 
- Цервикални полип (лат. Polypus cervicis uteri)– налази се на грлићу материце

- Ендометријални полип или полип тела материце  (лат. Polypus corporis uteri) - налази се у материчној шупљини

- Полип роднице (лат. Polypus vaginae) – налази се на зидовима роднице (вагине)

- Полип стидних уснана (лат, Polypus vulvae) - налази се на  малим стидним уснама (ретко се јавља)
- Полипи уретре

## Облик и величина
Облик полипа може бити различит од округлог до издуженог, или као што је то у највећем броју случајева на дршци, и на широкој основи. 
Величине су од неколико милиметара до величине ораха. Најчешће су величине између 1 и 2 центиметра, или као што је то случај код полипа грлића материце  величине зрна грашка или сочива. Полип ендометријума који настаје као резултат хиперплазије ендометријума може достићи дужину од 5-6 цм.

## Дијагноза
Транс вагинални ултразвук (ТВУ) пружа одличну дијагностичку технику за дијагнозу величине и анатомске локације полипа ендометријума (ЕП), и требало би да буде модалитет избора за откривање полипа ендометријума код жена у фертилном добу. Његова прецизност се повећава када се користе колор-доплер, 3Д испитивање и контраст.
Дилатацију и киретажу треба избегавати за дијагнозу и лечење полипа У ординацији дијагностичка хистероскопија је показала највећу дијагностичку тачност код неплодних жена са сумњом на полипе ендометријума.
Сонохистерографија са физиолошким раствором је веома прецизна у откривању полипа код асимптоматских жена у постменопаузи. Зато женама у постменопаузи са вагиналним крварењем и сумњом на полип ендометријума треба понудити дијагностичку хистероскопију са хистероскопском полипектомијом ако су присутни полипи ендометријума.
Због ризика од малигнитета, хистопатолошка анализа полипа је обавезна. Слепу дилатацију и киретажу треба избегавати због нетачности за дијагнозу фокалне патологије ендометријума. 

### Хистопатолошка верификација
Сваки полип са матерјалом добијеним киретажом цервикалног канала или материчне шупљине (или хистероскопијом) обавезно се шаље на патохистолошки преглед. Тако се поставља дефинитивна дијагноза полипа. 
Уколико је хистопатолошки налаз уредан, лечење је завршено, а ако се на патохистолошком прегледу  открију премалигне или малигне промене, неопходна је операција, и нови хистопатолошки преглед.

## Диференцијална дијагноза
У диференцијално-дијагностичком смислу код полипа женских полних органа теба имати у виду:
- отпале делови овуларног ткива  (ако је у питању трудница),

- мали, некротични миом,

- полип ендометријума који је на дршци и чији је врх прошао кроз цервикални канал.

- рак грлића материце, Због тога сваки полип грлића материце треба озбиљно схватити, хируршки уклонити и послати на хистолошки преглед.

- комадиће овулираног ткива (код млађих жена) који испадају из материце, кроз цервикални канал у вагину, јер у случају непотпуног абортуса, могу личити на цервикални полип.

## Полипи током трудноће
Ако пацијенткиња затрудни док је присутан полип ендометријума, трудноћа се обично завршава без икаквих компликација. Ако дође до таквог случаја, важно је само да гинеколог редовно контролише полип.
Посебна врста полипа  врста полипа  који настају током трудноће ( децидуални полипи), такође углавном не изазивају компликације током трудноће, и у већини случајева ако је трудница под сталним надзором лекара, порођај се нормално заврђава. Децидуални полипи се не уклањају хируршки, јер нестају спонтано када се трудноћа заврши.

## Терапија
Код асимптоматских младих жена са малим полипа ендометријума  <10 мм величине, резултати конзервативног лечење се могу безбедно пратити праћењем раста полипа.  Одређени хормонски лекови на бази прогестина и агониста могу смањити тегобе изазване полипима. Овакви лекови се користе како краткорочно решење за смањење тегоба, јер се симптоми могу опет јавити када се престане  са узимањем лека. Такође се у терапији могу користити хормонски активне спирале. 
У случајевима када је полип ендометријума узрок субфертилности, саветује се њихово уклањање механичком хистероскопском ресекција, јер ако је разлог за неплодност полип ендометријума пацијенткиња често спонтано затрудни убрзо након његовог уклањања, јер се менструални образац нормализује  код већине пацијената након хистероскопске полипектомије. Поред тога, хистероскопска полипектомија је безбедна процедура са ниском стопом компликација, без обтира на број полипа.
Детекција полипа ендометријума у пери или постменопаузалном добу, код симптоматских или асимптоматских пацијената захтева педантан хистероскопски преглед и обавезну  полипектомију.   
Киретажа ендометријума се такође препоручује да би се искључила субклиничка хиперплазија ендометријума или рак.  
У случају атипичне хиперплазије или карцинома на полипу, хистеректомија се препоручује код свих пацијената у постменопаузи и код пацијената у пременопаузи без жеље за будућом плодношћу. Асимптоматске полипе ендометријума код жена у постменопаузи треба уклонити у случају великог пречника (> 2 цм) или код пацијената са факторима ризика за карцином ендометријума. Ексцизија полипа мањих од 2 цм код асимптоматских пацијената у постменопаузи нема утицаја на исплативост или преживљавање. Уклањање асимптоматских полипа код жена у пременопаузи треба размотрити код пацијената са факторима ризика за рак ендометријума.
Хистероскопска хирургија за велике  полипе користи  биполарну ресектоскопију, хистероскопски  морцелатор  или апарата за стругање који се сматра  подједнако ефикасним и безбедним под општом анестезијом. 
Да би се спречило поновно појављивање полипа, што се дешава врло често, након пресецања или кидања петељке полипа, на месту спајања петељке полипа треба урадити киретажу и на тај начин уклонити полип из корена.  Добијено ткиво се мора послати на хистолошки преглед.
Стопа рецидива полип ендометријума након ресекције није позната.  
Недавни напредак у трансвагиналном ултразвуку и хистероскопији, међутим, требало би да обезбеди тачну дијагнозу и ефикасан третман полипа у женском репродуктивном тракту са минималним поновним или хируршким компликацијама. Значајно повећана инциденција колоректалних полипа у кохортама, које су такође имале полип ендометријума може указивати на то да пацијенте са полипом ендометријума такође треба упутити на колоноскопију. Полипи ендометријума имају најмању инциденцу малигне трансформације у поређењу са карциномом дебелог црева, мокраћне бешике, орофарингеалног, назалног и ларингеалног карцинома. 

## Прогноза
Могуће је да жена до 6 недеља након интервенције има  повремене грчеве и веома је важно да избегава сексуалне односе онолико дуго колико лекар препоручи. Безбедни сексуални односи и правилна хигијена гениталија ће смањити ризик од даљих инфекција и будућих компликација.
Полипи се могу поново појавити, жене које су раније имале полип на грлићу материце имају већи ризик да се они поново врате. У циљу превенције враћања полипа веома је важна да жена има редоване гинеколошке прегледе.